# Lisiciansk
Lisiciansk, numit și Lisiceansk, (cu nume mai vechi - Lisicii Bairak, Lisicea Balka) este un oraș de subordonare regională în estul Ucrainei. Este situat în nord-vestul regiunii Lugansk, pe malul drept al râului Doneț, la 115 km nord-vest de Lugansk.  Lisiciansk este cel mai vechi oraș din Donbass și un important centru industrial. A fost înființat în 1710 sub numele Lisicii Bairak, pentru a proteja granițele Rusiei de atacurile tătarilor din Crimeea și tătarilor Nogai. Primii săi locuitori au fost cazacii ucraineni. În 1721, în bazinul râului Doneț au fost găsit zăcăminte de cărbune. Cu toate acestea, abia în 1795, a fost construită prima mină de cărbune din Donbass în Lisicii Bairak. În 1838, localitatea Lisicii Bairak a fost redenumită în Lisiciansk (din 1923 Lisiciansk a fost o localitate de tip urban, din 1938 - are statutul de oraș și centru raional, din 1952 - oraș de importanță regională). Pe lângă extracția cărbunelui în mine, industria orașului include întreprinderi de gazificarea subterană a cărbunelui, chimice (în special fabrici de sodă), producție de sticlă și rafinare a petrolului. Împreună cu Severodonețk (111.300 de locuitori) la nord-est și Rubejnoe (56.800 de locuitori) la nord, formează o conurbație cu o populație de 287.000 de oameni.  Conform recensământului din 2001, în orașul Lisiciansk locuiau 115.229 de locuitori din care 66,7% erau ucraineni, 30,5% ruși, 1,0% bieloruși, 0,4% tătari. Din 22 mai până la 24 iulie 2014 Lisicianskul a fost sub controlul forțelor separatiste pro-ruse din așa-numita Republică Populară Lugansk. În timpul invaziei ruse a Ucrainei din 2022, Lisicianskul a fost puternic bombardat de armata rusă, iar în iulie 2022 orașul a fost ocupat de trupele ruse.

## Demografie
Componența lingvistică a orașului Lîsîceansk
     Rusă (64,57%)
     Ucraineană (33,68%)
     Alte limbi (0,24%)
Conform recensământului din 2001, majoritatea populației orașului Lisiciansk era vorbitoare de rusă (64,57%), existând în minoritate și vorbitori de ucraineană (33,68%).